# Scapino

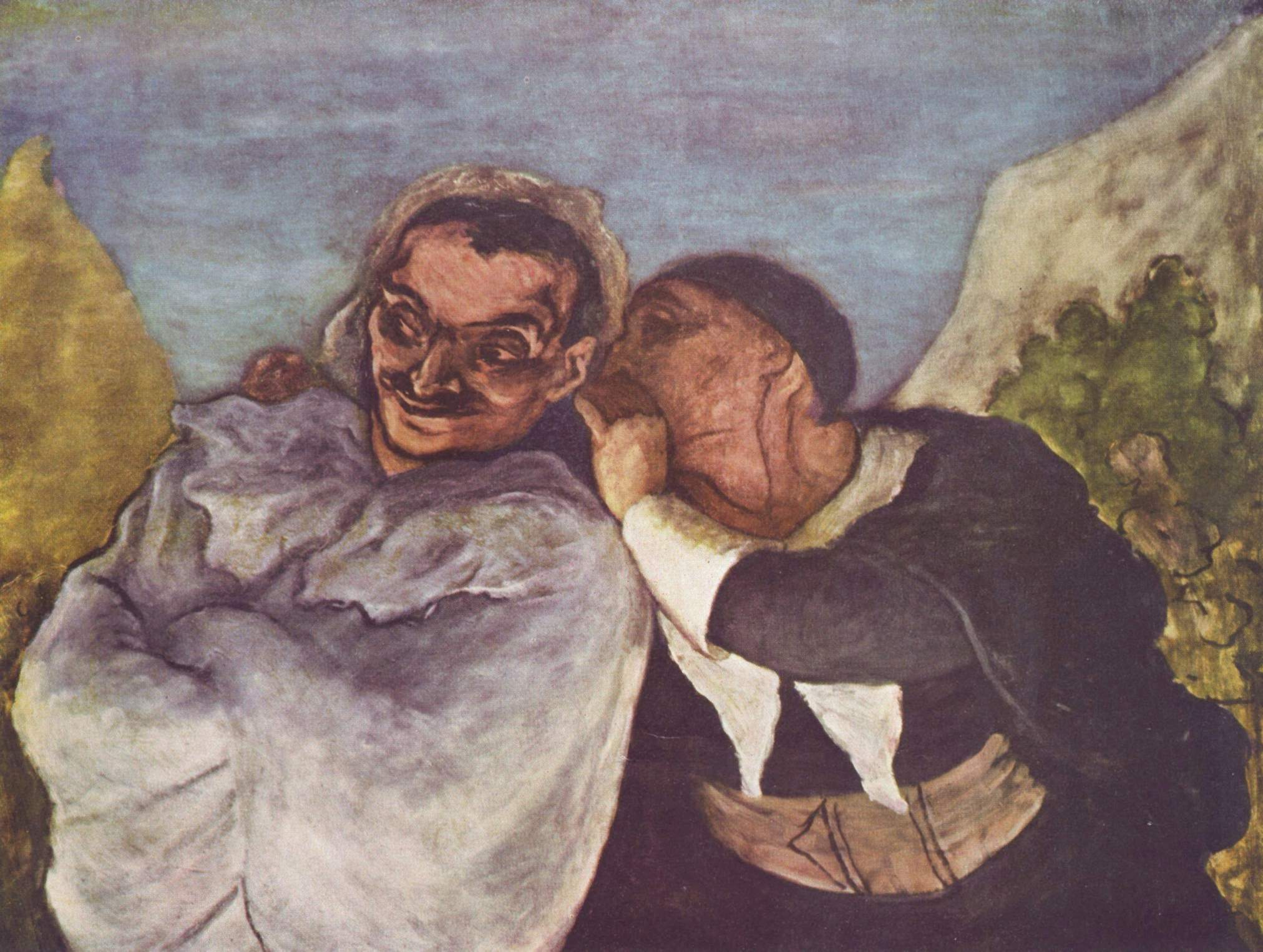
„Crispino i Scapino”, obraz Honoré Daumier

Scapino (Scappino) – jedna z  postaci (masek „komicznych”) commedii dell’arte m.in. obok Arlekina i Pierrota.
Jest on na ogół służącym (na rysunkach Callota wyraźnie typ zbójecki), pokrewnym postaci Brighella. Odziany na początku XVII wieku w luźne suknie, lecz później ubrany jak lokaj w zielone i białe galony, i jako Mezzetino, również w okresie wcześniejszym ukazujący się w luźnych szatach, ale w XVIII wieku obdarzony kostiumem podobnym do stroju Scapina, tylko szamerowanym na czerwono i biało.